# Sidi Semiane
Sidi Semiane (em árabe: سيدي سميان) é uma comuna localizada na província de Tipasa, Argélia, país da África do Norte que faz parte do Magrebe. Sua população estimada em 2008, último censo realizado, era de 2 930 habitantes.